# Aryadeva
Āryadeva ou Kānadeva tibétain : འཕགས་པའི་ལྷ།, Wylie : ’phags pa’i lha est un philosophe indien bouddhiste de l'école madhyamika des IIe/IIIe siècles. Disciple de Nāgārjuna et successeur de celui-ci (vers 250), il est le quinzième patriarche de la lignée indienne du Chan. Il serait né d'une lignée royale du Sri Lanka, et, aurait été assassiné par des ennemis du bouddhisme. 

## Āryadeva I, Āryadeva II, Āryadeva III
L'auteur du Skhalitapramathanayuktāhetusiddhi ne peut être identifié avec certitude avec l'auteur du IIIe siècle, et ne doit pas être confondu l'autre Āryadeva, l'auteur tantrique qui appartenait à l'école Ārya de la tradition Guhyasamāja et qui a écrit d'importants ouvrages tantriques, comme le Cittaviśuddhiprakaraṇa et le Caryāmelāpakapradīpa. Selon Christian Wedemeyer, le terminus post quem du Caryāmelāpakapradīpa doit être placé à la fin du neuvième siècle.
- Āryadeva I (Kanadeva) : IIIe siècle, disciple de Nāgārjuna, auteur du Catuḥśataka (Les 400 stances).
- Āryadeva II : IVe siècle ?, auteur du Skhalitapramathanayuktāhetusiddhi.
- Āryadeva III (The third Âryadeva, le tantriste) : IXe siècle ?, auteur tantrique du Cittaviśuddhiprakaraṇa, du Caryāmelāpakapradīpa.

## Biographie
Ārydeva serait né à Ceylan, qu'il quitte pour vivre dans le sud de l'Inde. Il est un des disciples  Nāgārjuna à Pataliputra. Il écrit sur la philosophie du Madhyamika (Catuhshataka  et Shatakashâstra). Il aurait été tué par des bandits près de Kânchipuram. 

## Œuvres principales
(Version intégrale en chinois et tibétain)
- Chatuh Shataka (Catuḥśataka) : Les 400 stances. Ouvrage conservé en version chinoise (Bailun). Explication en vers de la doctrine de Nāgārjuna.
- Shata Shastra (Shatakashâstra) : Les 100 stances. Ouvrage de base de l'école San Lun (Madhyamaka chinois) et Sanron (Madhyamaka japonais). S'appuyant sur la dialectique négative pour réfuter les doctrines non-bouddhistes, ce cours traité préfigure l'école prasangika. Théorie de l'insubstantialité.

#### Textes, traductions
- Catuhshataka (« Quatre centaines de strophes »), trad. angl. de la version tibétaine (seule complète) par Karen Lang : Aryadeva's Catuhshataka. On the Bodhisattva's Cultivation of Merit and Knowledge, Copenhague, 1986.
  - Catuhshataka of Aryadeva chap. XI et XII, trad. T. J. F. Tillemans, Vienne, 1990, 2 vol.
- Le Cittavishuddhiprakarana d'Aryadeva. Sanskrit and Tibetan texts, Prabhubhai Bhikabhai Patel (Ed.), Birbhum, 1949.

#### Études
- Gueshé Sonam Rinchen, Âryadeva Yogic Deeds of the Bodhisattvas, Ithaca, Snox Lion, 1994.
- Francis Dojun Cook, Francis Harold Cook, The Record of Transmitting the Light: Zen Master Keizan's Denkoroku, Éd. Wisdom Publications, 2003.  (ISBN 9780861713301)
- Jacques May, « Âryadeva et Candrakîrti sur la permanence » (1980-1984), in I) Indianisme et bouddhisme. Mélanges offerts à Mgr. Étienne Lamotte, Louvain, Université catholique, 1980, p. 215-232 ; II) BEFEO 69, p. 75-96 ; III) Études asiatiques 35/2 (1981), p. 49-76 ; IV) Études de lettres 3 (Lausanne, 1982), p. 45-76 ; V) Acta indologica 6 (1984), p. 115-144. [lire en ligne (page consultée le 15 avril 2021. Les cinq publications (qui forment un tout) sont regroupées en un seul document.)]